# Lista över flygbolag i Aruba
Detta är en lista över flygbolag från Aruba som är i service.
| Flygbolag       | Bild | IATA | IACO | Callsing |
| --------------- | ---- | ---- | ---- | -------- |
| Aruba Airlines  |      | AG   | ARU  | Aruba    |
| Comlux Aruba    |      | –    | CXB  | –        |
| Insel Air Aruba |      | 7I   | INC  | Inselair |